# J. B. Smoove
Jerry Angelo Brooks, conhecido profissionalmente como  J. B. Smoove (Plymouth, 16 de dezembro de 1965) é um ator,
produtor, roteirista dublador, e comediante estadunidense. Ele interpretou Leon na série Curb Your Enthusiasm, Manny em Todo Mundo Odeia o Chris e também participou da série The Millers, de 2013 a 2015.

## Filmografia

### Cinema
| Ano  | Título                      | Personagem      | Notas                       |
| ---- | --------------------------- | --------------- | --------------------------- |
| 1997 | Lesser Prophets             | Chucky          |                             |
| 1998 | Tomorrow Night              | Mel, o carteiro |                             |
| 2001 | Pootie Tang                 | Trucky          |                             |
| 2002 | Mr. Deeds                   | Reuben          |                             |
| 2003 | With or Without You         | Darnell         |                             |
| 2003 | The Watermelon Heist        | Numbers         |                             |
| 2004 | Gás                         | Ignatius        |                             |
| 2009 | Frankenhood                 | Leon            |                             |
| 2010 | Hurricane Season            | Team Bus Driver |                             |
| 2010 | Date Night                  | Cabbie          |                             |
| 2011 | Hall Pass                   | Flats           |                             |
| 2011 | We Bought a Zoo             | Mr. Stevens     |                             |
| 2011 | The Sitter                  | Julio           |                             |
| 2012 | Think Like a Man            | Bartender       |                             |
| 2012 | The Dictator                | Funeral Usher   |                             |
| 2013 | Movie 43                    | Larry           | Segmento: "The Proposition" |
| 2013 | A Haunted House             | Pai da Kisha    |                             |
| 2013 | Dealin' with Idiots         | Coach Ted       |                             |
| 2013 | The Smurfs 2                | Hackus          | Voz                         |
| 2013 | Clear History               | Jaspar          |                             |
| 2014 | Search Party                | Berk            |                             |
| 2014 | Top Five                    | Silk            |                             |
| 2015 | Hell and Back               | Sal the Demon   | Voz                         |
| 2016 | Barbershop: The Next Cut    | One-Stop        |                             |
| 2016 | Almost Christmas            | Lonnie          |                             |
| 2017 | The Polka King              | Ron Edwards     |                             |
| 2018 | Uncle Drew                  | Angelo          |                             |
| 2019 | Homem-Aranha: Longe de Casa | Julius Dell     |                             |
| 2021 | Spider Man: No Way Home     | Julius Dell     |                             |

### Televisão
| Ano           | Título                           | Personagem                                  | Notas                                                       |
| ------------- | -------------------------------- | ------------------------------------------- | ----------------------------------------------------------- |
| 1995          | Def Comedy Jam                   | Ele mesmo                                   | Também roteirista                                           |
| 1998          | Law & Order                      | Levon                                       | Episódio: "Bait"                                            |
| 2002–2003     | Cedric the Entertainer Presents  | Vários                                      | 17 episódios                                                |
| 2003          | Ed                               | Alvin                                       | Episódio: "Second Chances"                                  |
| 2003–2005     | Saturday Night Live              | Vários                                      | Também roteirista                                           |
| 2004–2013     | Jimmy Kimmel Live!               | Himself                                     | 13 episódios                                                |
| 2005          | Ego Trip's Race-O-Rama           | Ele mesmo                                   | Documentário                                                |
| 2007–2008     | Everybody Hates Chris            | Manny                                       | 11 episódios                                                |
| 2007–2011     | Comics Unleashed                 | Ele mesmo                                   | 3 episódios                                                 |
| 2007–2024     | Curb Your Enthusiasm             | Leon Black                                  |                                                             |
| 2008          | Carpoolers                       | Parking Attendant                           | Episódio: "Wheel of Fortune"                                |
| 2008          | The Gong Show with Dave Attell   | Himself                                     | 4 episódios                                                 |
| 2008          | Talkshow with Spike Feresten     | Ele mesmo                                   |                                                             |
| 2008–2010     | 'Til Death                       | Kenny Westchester                           |                                                             |
| 2008–2013     | The Tonight Show with Jay Leno   | Ele mesmo                                   | 6 episódios                                                 |
| 2009          | The Wanda Sykes Show             | Ele mesmo                                   |                                                             |
| 2009          | Castle                           | Norman Jessup                               | Episódio: "Love Me Dead"                                    |
| 2009–2012     | American Dad!                    | Airport Security Guard, Tracey Bryant (voz) | 5 episódios                                                 |
| 2010          | America's Next Top Model         | Ele mesmo                                   | Episódio: "America's Next Top Vampire"                      |
| 2010          | Glenn Martin DDS                 | Curtis, Uncle Dexter (voz)                  | Episódio: "Step Brother"                                    |
| 2010          | The Bonnie Hunt Show             | Ele mesmo                                   |                                                             |
| 2010          | Late Night with Jimmy Fallon     | Ele mesmo                                   |                                                             |
| 2010          | Lopez Tonight                    | Ele mesmo                                   |                                                             |
| 2011          | The Marriage Ref                 | Ele mesmo                                   |                                                             |
| 2011          | The Simpsons                     | DJ Kwanzaa (voz)                            | Episódio: "Angry Dad: The Movie"                            |
| 2011          | In the Flow with Affion Crockett | iDaddy                                      | Episódio: "Put the Kids to Bed"                             |
| 2011–2013     | Funny as Hell                    |                                             | Roteirista, 2 episódios                                     |
| 2011–2017     | Conan                            | Ele mesmo                                   | 6 episódios                                                 |
| 2012          | JB Smoove: That's How I Dooz It  | Ele mesmo                                   |                                                             |
| 2012          | Last Call with Carson Daly       | Ele mesmo                                   |                                                             |
| 2012          | Watch What Happens: Live         | Ele mesmo                                   |                                                             |
| 2012          | Black Dynamite                   | That Frog Kurtis, That Bastard Kurtis (voz) | 2 episódios                                                 |
| 2012          | Bent                             | Clem                                        | 6 episódios                                                 |
| 2012          | Louie                            | Gravedigger #2                              | Episódio: "Barney/Never"                                    |
| 2012          | Robot Chicken                    | Bosco 'B.A.' Baracus, Satan (voz)           | Episódio: "Crushed by a Steamroller on My 53rd Birthday"    |
| 2012          | The League                       | DeRon                                       | Episódio: "The Vapora Sport"                                |
| 2012–2013     | The Burn with Jeff Ross          | Ele mesmo                                   | 2 episódios                                                 |
| 2012–2015     | The Wendy Williams Show          | Ele mesmo                                   | 4 episódios                                                 |
| 2013          | Four Courses with JB Smoove      | Ele mesmo                                   | Apresentador                                                |
| 2013          | Kroll Show                       | Basketball Player                           | Episódio: "Dine & Dash"                                     |
| 2013          | Chicago Fire                     | Sergento Pruit                              | Episódio: "Let Her Go"                                      |
| 2013          | The Arsenio Hall Show            | Ele mesmo                                   |                                                             |
| 2013          | The Talk                         | Ele mesmo                                   |                                                             |
| 2013          | Katie                            | Ele mesmo                                   |                                                             |
| 2013–2015     | The Millers                      | Ray                                         |                                                             |
| 2013–2016     | Real Husbands of Hollywood       | Himself                                     |                                                             |
| 2014          | Chicago P.D.                     | Sergeant Pruit                              | Episódio: "Stepping Stone"                                  |
| 2014          | Last Comic Standing              | Ele mesmo                                   | Apresentador                                                |
| 2014–2016     | Talking Dead                     | Ele mesmo                                   | 2 episódios                                                 |
| 2014–2017     | Teenage Mutant Ninja Turtles     | Anton Zeck/Bebop (voz)                      | 17 episódios                                                |
| 2015          | The Soul Man                     | Terrell                                     | Episódio: "Oh Snow You Didn't"                              |
| 2015–2016     | Fresh Off the Boat               | Barry                                       | 2 episódios                                                 |
| 2016          | Epic Rap Battles of History      | Frederick Douglass                          | Episódio: "Frederick Douglass vs Thomas Jefferson"          |
| 2016          | Match Game                       | Ele mesmo                                   | 2 episódios                                                 |
| 2016          | Transparent                      | Porter                                      | Episódio : "Elizah"                                         |
| 2016–2017     | Life in Pieces                   | Darryl                                      | 2 episódios                                                 |
| 2016–presente | Chopped Junior                   | Himself                                     | Episódio: "Dinner Is Served"                                |
| 2018          | Desus & Mero                     | Ele mesmo                                   | 1 episódio                                                  |
| 2018          | New Girl                         | Van Bishop                                  | Episódio: "Godparents"                                      |
| 2019          | Harley Quinn                     |                                             |                                                             |
| 2019          | Hell's Kitchen                   | Ele mesmo                                   | Blue Chef's Table Guest Diner; Episódio: "The Grand Finale" |